# Chasseurs de têtes (livre)
Chasseurs de têtes (titre original : Hodejegerne) est un roman policier norvégien de Jo Nesbø paru en 2008.

## Résumé
Roger Brown est un chasseur de têtes, le meilleur de tout le pays. C'est aussi un voleur qui détrousse ses riches clients afin d'assurer son train de vie et celui de sa femme. Son chemin croise alors celui de Clas Greve, riche client qui se targue de détenir un Rubens. Cependant la victime va vite se révéler être à son tour un redoutable chasseur.

## Adaptation
- 2011 : Headhunters, film norvégo-allemand réalisé par Morten Tyldum, avec Nikolaj Coster-Waldau.
- 2022 : Chasseurs de têtes (série télévisée norvégienne)
- Un remake américain est actuellement[Quand ?] en préparation[réf. nécessaire].